# Pałac w Raszewach
Pałac w Raszewach – zabytkowy pałac w miejscowości Raszewy (powiat jarociński).
Pałac zbudowany w latach 1887–1888 dla hr. Zygmunta Stanisława Czarneckiego (1823-1908) herbu Prus III, który poślubił Marię Giżycką z Giżyc herbu Gozdawa (1827-1914), na podstawie projektu architekta Zygmunta Gorgolewskiego. Od frontu piętrowy portyk z czterema półkolumnami podtrzymującymi fronton z kartuszem zawierającym herb Prus III. Przed frontonem ganek zwieńczony balkonem (tarasem). Natomiast w elewacji ogrodowej podobny portyk, fronton z herbem Gozdawa.
Obiekt jest częścią zespołu pałacowego, w skład którego wchodzi jeszcze park z drugiej połowy XIX w.

Herb Prus III Z. Czarneckiego
Herb Gozdawa Marii Giżyckiej